# وحدت (مقاطعة إسلام آباد غرب)
وحدت (بالفارسية: وحدت) هي قرية تقع في كرمانشاه في إيران. يقدر عدد سكانها بـ 539 نسمة .